# Луї Неель
Луї Неель (фр. Louis Eugène Félix Néel), (22 листопада 1904 — 17 листопада 2000) французький фізик, першовідкривач антиферомагнетизму, лауреат Нобелівської премії з фізики за 1970 рік.
Луї Неель народився в Ліоні, навчався у Вищій нормальній школі в Парижі, яку закінчив в 1928 році. В 1932 році в університеті Страсбурга
під керівництвом П'єра Вайса захистив дисертацію. До 1945 року працював в університеті Страсбурга, при
чому з 1937 — на посаді професора. З 1945 до 1976 року працював в університеті Гренобля.
В 1930 році передбачив існування антиферомагнетизму.
В 1970 отримав Нобелівську премію з фізики За фундаментальні праці й відкриття, що стосуються антиферомагнетизму й феромагнетизму, які спричинили важливі додатки в області фізики твердого тіла.
Помер 17 листопада 2000 року.